# Атаманская улица (Санкт-Петербург)
Атама́нская у́лица — улица в Центральном районе Санкт-Петербурга. Проходит от набережной Обводного канала у Казачьего моста до набережной Обводного канала близ Американских мостов.

## История
Улица была заложена 16 апреля 1887 года. Имя улице дано в честь одного из традиционных званий Наследника Цесаревича — атаман всех казачьих войск. В этом районе находились казармы лейб-гвардии Казачьего полка, Крымского татарского эскадрона и других казачьих и добровольных инородческих кавалерийских подразделений. С ними связаны названия двух мостов: Атаманского через Обводный канал и Казачьего от выхода реки Монастырки к Обводному каналу.
Улица просуществовала под своим изначальным (нынешним) названием до 6 октября 1923 года, когда была переименована в улицу Красного Электрика. Новое название было связано с тем, что с 1907 года здесь находится электростанция, которая называлась Трамвайной, а затем центральной электрической станцией городских железных дорог. 7 июля 1993 года улице было возвращено историческое название.

## Здания и сооружения

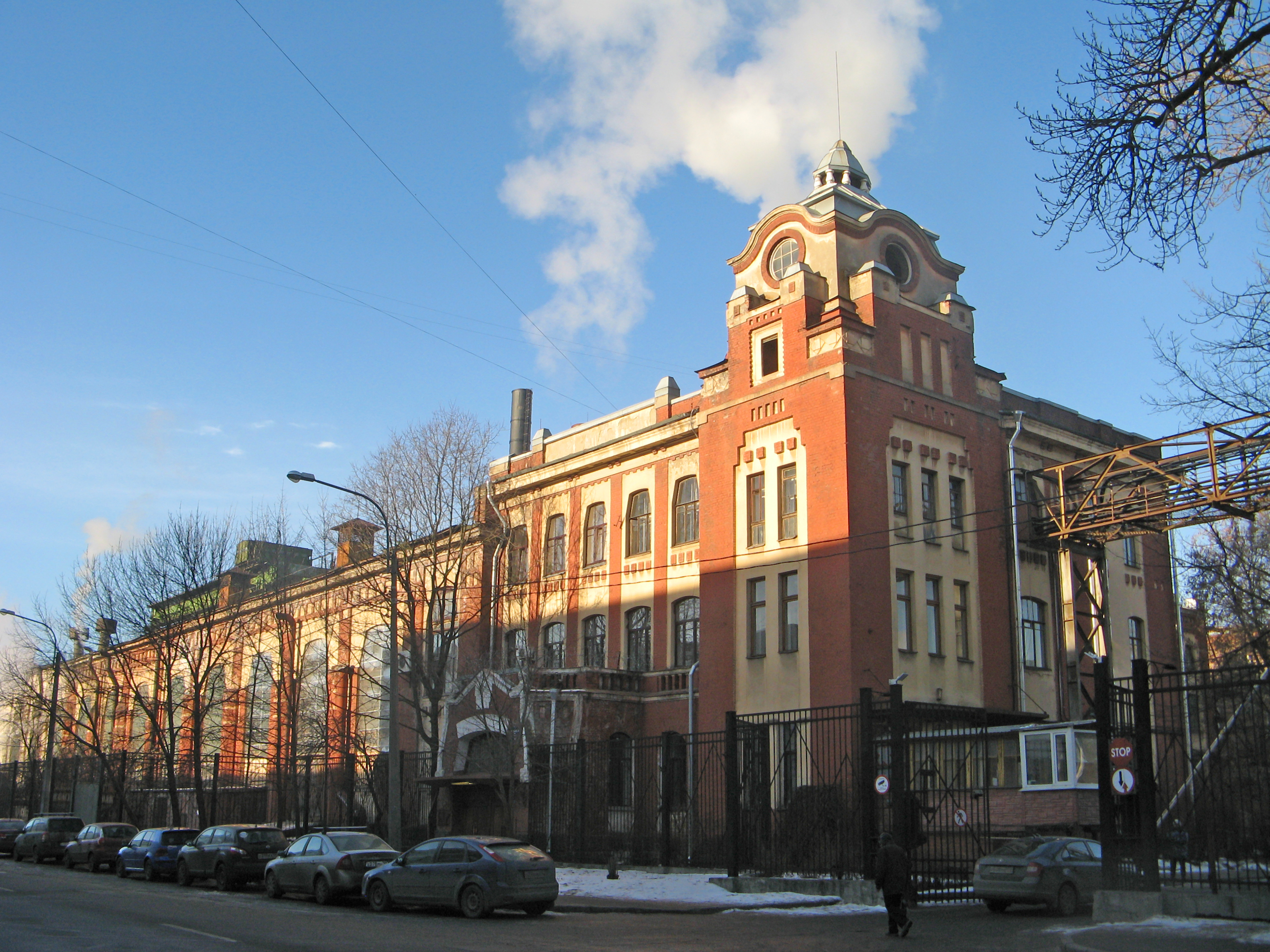
Центральная электростанция городского трамвая с водокачальней: Атаманская улица, 3

### Нечётная сторона
- д. 3/6 — ОАО Котлотурбинный институт им. И. И. Ползунова (НПО ЦКТИ им. И. И. Ползунова), здание первой трамвайной электростанции Петербурга (1906—1907, архитекторы А. И. Зазерский, Л. Б. Горенберг).  7801590000
- д. 5А — МРЭО № 14 ГИБДД Центрального района, филиал
- д. 5А — СЗб СБРФ № 1991/01722

### Чётная сторона
- д. 4 — 280 Центральное картографическое производство ВМФ
- д. 6 — Государственный морской проектный институт № 23
- д. 6/3 — Тяговая подстанция № 7 «Староконная»

## Транспорт
- Автобус № 58
- Метро: «Площадь Александра Невского-1», «Площадь Александра Невского-2» (900 м)
- Ж/д платформа Навалочная (900 м)

## Пересекает следующие улицы и проспекты
С запада на восток:
- набережная Обводного канала
- Кременчугская улица
- набережная реки Монастырки